# Josh Hill

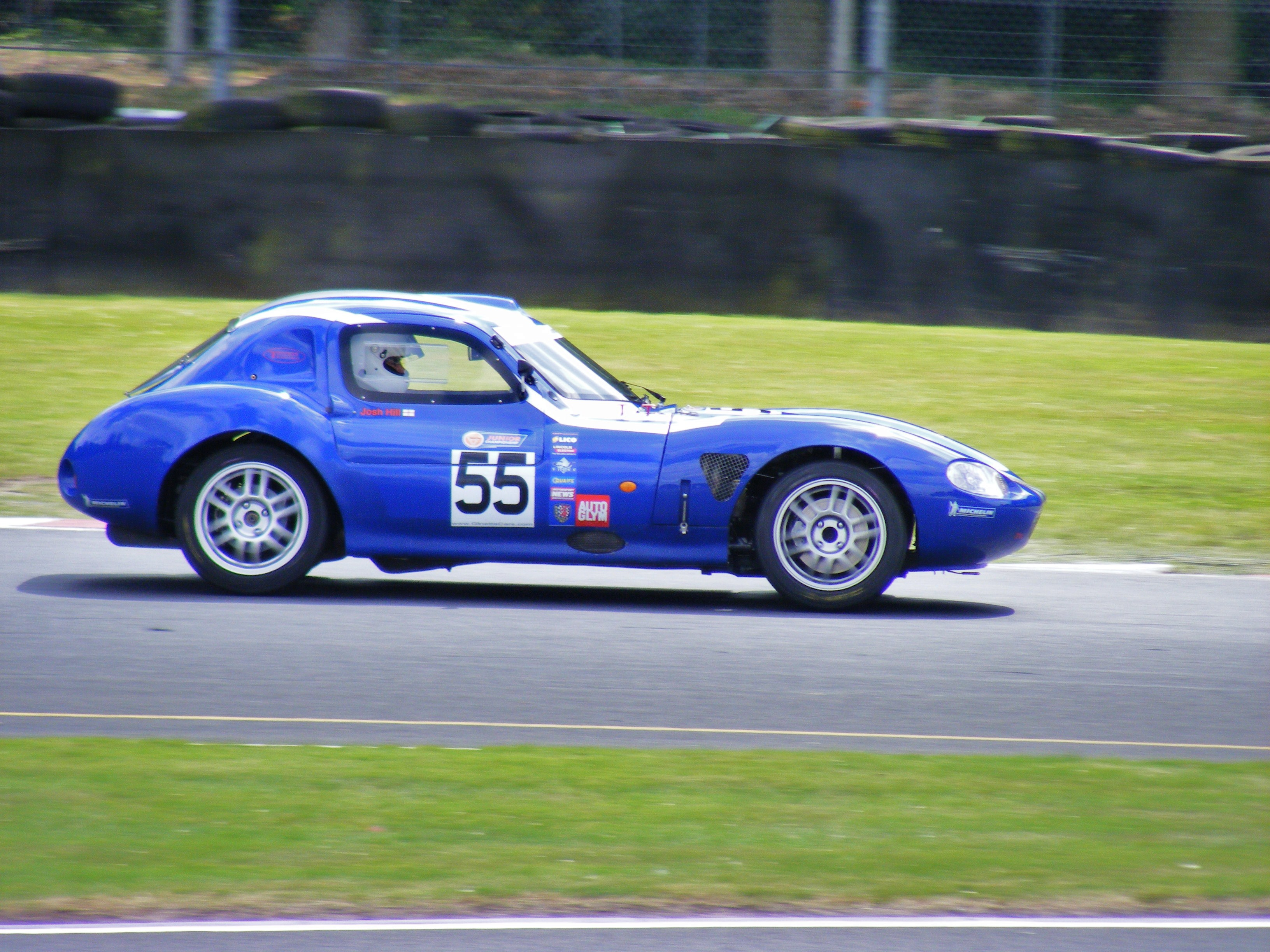
Josh Hill podczas Old Hall Corner na torze Oulton Park

Josh Hill (ur. 9 stycznia 1991 roku) – były brytyjski kierowca wyścigowy. Syn byłego mistrza świata Formuły 1 Damona Hilla i wnuk Grahama Hilla.

## Kariera

### Początki
Hill rozpoczął karierę w jednomiejscowych samochodach wyścigowych w wieku 17 lat w 2008 roku w Ginetta Junior Winter Championship, gdzie zdobył mistrzowski tytuł. W sezonach 2009-2010 startował już w Formule Ford. Tu najlepiej spisał się w edycji brytyjskiej w 2010 roku, gdzie był piąty.

### Formuła Renault
W 2010 roku Hill wystartował także w edycji zimowej Brytyjskiej Formuły Renault. W ciągu 6 wyścigów raz stanął tam na podium. Ostatecznie został sklasyfikowany na 9 pozycji w klasyfikacji generalnej. Rok później w Brytyjskiej Formuły Renault był już siódmy, a w jej finale był piąty. Pojawił się także na starcie Północnoeuropejskiego Pucharu Formuły Renault 2.0. W ciągu 10 wyścigów zdobył 92 punkty, które dały mu 16 lokatę w klasyfikacji generalnej. W 2012 roku w serii północnoeuropejskiej Josh stanął już na najniższym stopniu podium klasyfikacji. Stało się to dzięki pięciu zwycięstwom oraz siedmiu podiom. Wystartował także w czterech wyścigach  Europejskiego Pucharu Formuły Renault 2.0. Dzięki zdobytym ośmiu punktom zakończył sezon na 25 miejscu w klasyfikacji końcowej kierowców.

### Formuła 3
Na sezon 2013 Hill podpisał kontrakt z brytyjską ekipą Fortec Motorsport na starty w Europejskiej Formule 3. W ciągu piętnastu zdołał raz stanąć na podium - zajął drugie miejsce na Hockenheimringu. Został sklasyfikowany na dwunastej pozycji w klasyfikacji generalnej.
Po rundzie na Red Bull Ringu oraz Masters of Formula 3 Josh Hill ogłosił, że rezygnuje ze startów w wyścigach samochodowych. Rozpocznie karierę muzyczną.

## Statystyki
| Sezon     | Seria                                         | Zespół                    | Wyścigi | Zwycięstwa | PP | NO | Podium | Punkty | Pozycja |
| --------- | --------------------------------------------- | ------------------------- | ------- | ---------- | -- | -- | ------ | ------ | ------- |
| 2008      | PlayStation Ginetta GT Junior Championship    | TollBar Racing            | 24      | 0          | 3  | 1  | 10     | 471    | 3       |
| 2008      | Ginetta Junior Winter Championship            |                           | 4       | 2          | 4  | 3  | 4      |        | 1       |
| 2009      | Brytyjska Formuła Ford                        | Jamun Racing              | 25      | 0          | 0  | 2  | 2      | 257    | 11      |
| 2009      | Festiwal Formuły Ford - Duratec - Pre finals  |                           | 2       | 0          | 0  | 0  | 0      | 0      | NS      |
| 2009      | Festiwal Formuły Ford - Duratec class         | Jamun Racing Service Ltd. | 1       | 0          | 0  | 0  | 0      | N/A    | 10      |
| 2010      | Brytyjska Formuła Ford                        | Jamun Racing              | 25      | 5          | 3  | 2  | 12     | 444    | 5       |
| 2010      | Formuła Ford Duratec Benelux                  | Jamun Racing              | 2       | 0          | 0  | 0  | 1      | 28     | 12      |
| 2010      | Festiwal Formuły Ford - Duratec class         | Jamun Racing              | 3       | 0          | 0  | 1  | 1      | 0      | NS†     |
| 2010      | Festiwal Formuły Ford - Duratec class         | Jamun Racing Service Ltd. | 1       | 0          | 0  | 0  | 0      | N/A    | 7       |
| 2010      | Brytyjska Formuła Renault (edycja zimowa)     | Manor Competition         | 6       | 0          | 0  | 0  | 1      | 85     | 9       |
| 2011      | Brytyjska Formuła Renault                     | Manor Competition         | 20      | 0          | 0  | 0  | 0      | 273    | 7       |
| 2011      | Toyota Racing Series New Zealand              | ETEC Motorsport           | 12      | 0          | 0  | 0  | 0      | 368    | 13      |
| 2011      | Północnoeuropejski Puchar Formuły Renault 2.0 | KTR                       | 10      | 0          | 0  | 0  | 0      | 92     | 16      |
| 2011      | Finał Brytyjskiej Formuły Renault             | Fortec Motorsports        | 6       | 2          | 6  | 2  | 2      | 87     | 5       |
| 2012      | Europejski Puchar Formuły Renault 2.0         | Fortec Motorsports        | 4       | 0          | 0  | 0  | 0      | 8      | 25      |
| 2012      | Północnoeuropejski Puchar Formuły Renault 2.0 | Fortec Motorsports        | 20      | 5          | 2  | 3  | 7      | 311    | 3       |
| 2012      | Toyota Racing Series New Zealand              | ETEC Motorsport           | 14      | 1          | 1  | 0  | 5      | 629    | 4       |
| 2012/2013 | MRF Challenge - Formula 2000                  |                           | 4       | 1          | 0  | 1  | 3      | 64     | 7       |
| 2013      | Europejska Formuła 3                          | Fortec Motorsports        | 15      | 0          | 0  | 0  | 1      | 56     | 12      |
| 2013      | Masters of Formula 3                          | Fortec Motorsports        | 1       | 0          | 0  | 0  | 0      | N/A    | 15      |

† – Hill nie był zaliczany do klasyfikacji.